# Strike (Bowling)

Schreibweise eines Strikes und Zählweise

Der Strike ist beim Bowling ein Wurfergebnis, bei dem mit dem ersten von zwei Würfen eines Frames alle zehn Pins umgeworfen werden. Für einen Strike gibt es 10 Punkte, zuzüglich der Punkte aus den beiden nächsten Würfen. Der zweite Wurf des Frames muss dann nicht mehr ausgeführt werden.  Als allgemeine Abkürzung steht beim Strike ein X.

## Aufeinanderfolgende Strikes
Zwei aufeinanderfolgende Strikes sind allgemein als Double bekannt. Wirft ein Spieler drei aufeinanderfolgende Strikes, erzielt er einen Turkey. Es gilt als allgemein anerkannt, dass das Wort „bagger“ zu jeder beliebigen Anzahl an aufeinanderfolgenden Strikes hinzugefügt werden kann – fünf Strikes hintereinander wären also ein 5-bagger, zehn Strikes ein 10-bagger. Außerdem werden sechs aufeinanderfolgende Strikes manchmal Wild Turkey (für zwei Turkeys hintereinander) und neun Golden Turkey (für drei aufeinanderfolgende Turkeys) genannt.
Werden in einem Spiel zwölf Strikes hintereinander geworfen, erreicht man damit ein Perfect Game mit einer Maximalpunktzahl von 300 Punkten.